# Brauniella alba
Brauniella alba är en svampart som först beskrevs av Rick, och fick sitt nu gällande namn av Rick ex Singer 1955. Brauniella alba ingår i släktet Brauniella och familjen Strophariaceae.   Inga underarter finns listade i Catalogue of Life.